# Астрахановка
Астраха́новка (рос. Астрахановка) — село у складі Тюльганського району Оренбурзької області, Росія.

## Населення
Населення — 248 осіб (2010; 314 у 2002).
Національний склад (станом на 2002 рік):
- росіяни — 67 %